# Valor absolut

Valor absolut de la funció

En matemàtiques, donat un nombre real x s'anomena valor absolut de x i es denota per |x| a la distància d'aquest nombre a l'origen de coordenades. En altres paraules, és el mateix nombre prescindint del signe algebraic (+ o -). Atès que es defineix com una distància el seu valor sempre és estrictament positiu llevat del zero, que te valor absolut zero.
Aquesta funció es pot definir a trossos com segueix: 
{\displaystyle |x|=\left\{{\begin{matrix}-x&\mathrm {si} &x<0\\x&\mathrm {si} &x\geq 0\end{matrix}}\right.}
Molts llenguatges de programació contenen la funció ABS() definida com 
{\displaystyle \operatorname {ABS} (x)=|x|=+{\sqrt {x^{2}}}}
Aquesta aplicació converteix tot nombre real d'entrada en positiu i, per tant, en calcula el valor absolut.
Per a nombres no-reals (complexos, espais vectorials de dimensió superior a 1) el valor absolut s'anomena mòdul.
El concepte "mòdul d'un vector" és el mateix, és la longitud del vector o distància entre el seu origen i el seu extrem.